# Río Aconcagua
El río Aconcagua es un curso natural de agua que atraviesa de este a oeste la Región de Valparaíso, en el centro norte de Chile. La extensión de su cuenca alcanza los 7200 km². Desde norte a sur, es el último río de los  valles transversales. Todos los tributarios que le dan origen asientan sus cabeceras en el interior de la cordillera de los Andes, en un área de grandes elevaciones, como son el cerro Juncal (5965 m s. n. m.) y el cerro Alto Los Leones (5400 m s. n. m.). El Aconcagua se forma con la conjunción, a 1430 m s. n. m., de los ríos Juncal, que proviene del este, y  Blanco, proveniente del sureste. Desde esta conjunción, el río recorre un valle predominantemente agrícola a lo largo de 142 kilómetros antes de desembocar al norte de la comuna de Concón en el Gran Valparaíso. Si se considera el conjunto Aconcagua-Juncal desde su nacimiento, el recorrido llega a los 177 km.

## Trayecto
El río Aconcagua se forma en la unión del río Juncal con el río Blanco, aunque la cartografía oficial lo denomina desde la unión con el río Colorado, algunos kilómetros abajo. En su curso superior, contado desde su formación hasta la localidad de Los Andes, transcurre por profundos cañadones, esculpiendo su cauce en la roca fundamental, como en el caso del conocido Salto del Soldado. A partir de la confluencia con el estero Vilcuya (unos 15 km aguas arriba de Los Andes), el cajón se ensancha y aparecen terrazas fluviales de escaso desarrollo. Entre las localidades de San Felipe y Llaillay, el valle se estrecha formando sectores pantanosos y de vegas. Pasado Llayllay, el valle vuelve a ensancharse, constituyendo una amplia llanura aluvial cubierta de una gruesa capa de rica tierra agrícola, considerada entre las mejores de Chile. El río Putaendo desemboca en el Aconcagua siendo uno de los principales tributarios de este río. El Aconcagua, en su recorrido hacia el océano Pacífico recibe el aporte de diversos esteros, como el de estero Limache y el estero Pocuro.
Desde el nacimiento hasta la desembocadura el río transcurre también por La Calera, Quillota y Concón  en la Región de Valparaíso.

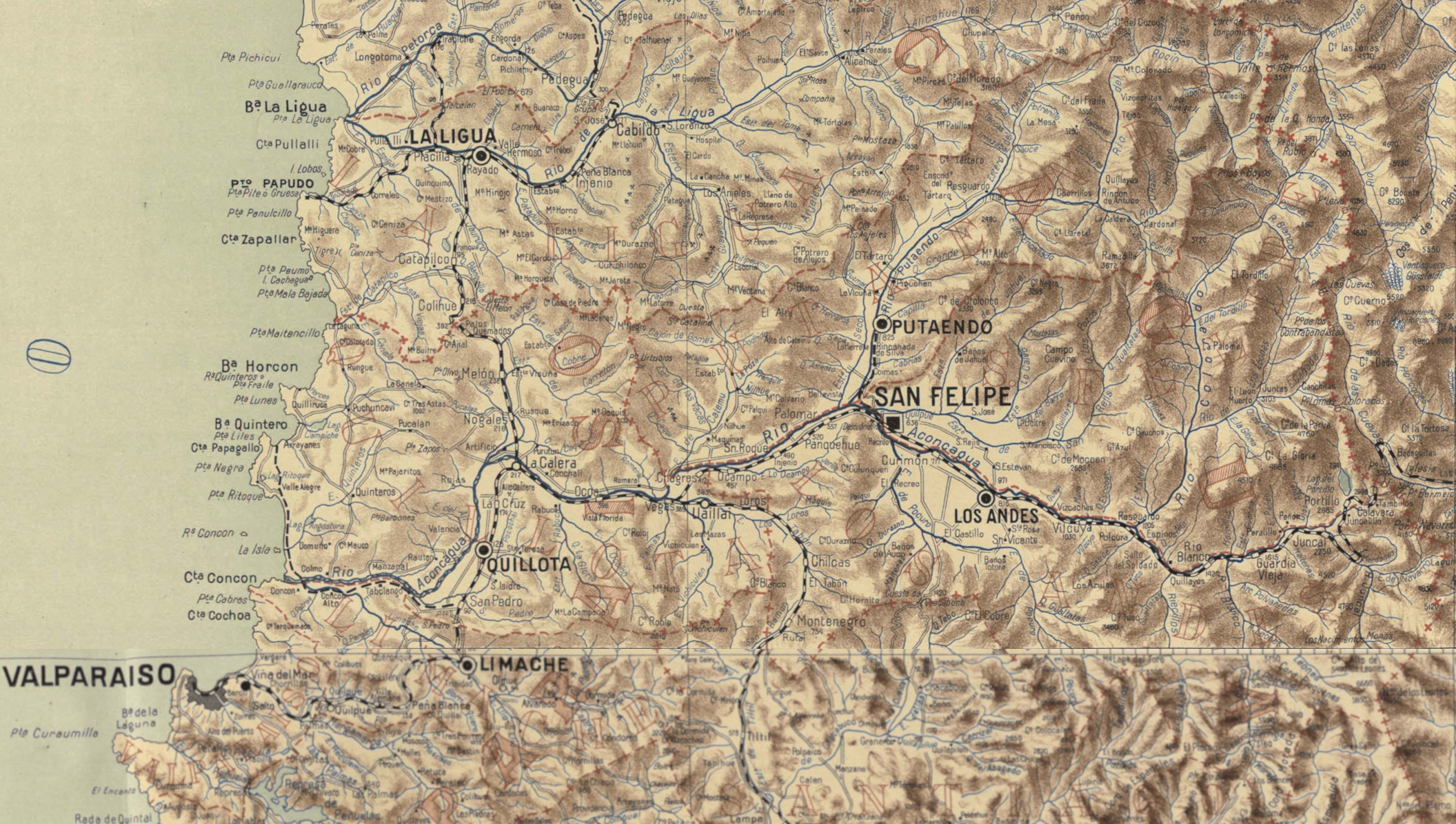
Cuenca del río Aconcagua, en una composición de dos mapas de Luis Risopatrón.

## Caudal y régimen
El régimen de su escurrimiento es mixto; como los principales afluentes del Aconcagua provienen de las zonas altas de los Andes, sus máximos caudales ocurren en verano como producto de los deshielos cordilleranos, pero los afluentes menores de la parte baja aumentan su caudal en invierno como efecto de las precipitaciones.
La subcuenca alta del río, con sus afluentes Blanco, Juncal y Colorado, hasta estación de Chacabuquito, tiene un régimen nival. La subcuenca media que comprende el trayecto desde Chacabuquito hasta pasado el estero Pocuro es alimentada por los deshielos y la lluvia, es decir, un régimen nivo-pluvial. En su parte baja, el Aconcagua, incluido el estero Pocuro, mantiene el régimen nivo-pluvial.: 60–61 
|  |  |  |  |

El caudal del río (en un lugar fijo) varía en el tiempo, por lo que existen varias formas de representarlo. Una de ellas son las curvas de variación estacional que, tras largos periodos de mediciones, predicen estadísticamente el caudal mínimo que lleva el río con una probabilidad dada, llamada probabilidad de excedencia. La curva de color rojo ocre (con {\displaystyle {\color {Red}\vartriangle }}) muestra los caudales mensuales con probabilidad de excedencia de un 50%. Esto quiere decir que ese mes se han medido igual cantidad de caudales mayores que caudales menores a esa cantidad. Eso es la mediana (estadística), que se denota Qe, de la serie de caudales de ese mes. La media (estadística) es el promedio matemático de los caudales de ese mes y se denota {\displaystyle {\overline {Q}}}. 
Una vez calculados para cada mes, ambos valores son calculados para todo el año y pueden ser leídos en la columna vertical al lado derecho del diagrama. El significado de la probabilidad de excedencia del 5% es que, estadísticamente, el caudal es mayor solo una vez cada 20 años, el de 10% una vez cada 10 años, el de 20% una vez cada 5 años, el de 85% quince veces cada 16 años y la de 95% diecisiete veces cada 18 años. Dicho de otra forma, el 5% es el caudal de años extremadamente lluviosos, el 95% es el caudal de años extremadamente secos. De la estación de las crecidas puede deducirse si el caudal depende de las lluvias (mayo-julio) o del derretimiento de las nieves (septiembre-enero).
En San Felipe, el caudal sobrepasa los 40 m3/s cada 2 años (línea del 50%), pero solo una vez cada 20 años (línea del 5%) sobrepasa los 190 m3/s.

## Historia
Francisco Solano Asta-Buruaga y Cienfuegos escribió en 1899 en su Diccionario Geográfico de la República de Chile sobre el río:
Aconcagua.-—Río que tiene origen en las nieves de la cumbre de los Andes por la inmediación á la cima del boquete de Uspallata, ó sea, en el vecino cerro del Juncal. Corre por lo general al O. con ligeras inclinación y vueltas al NO., dividiendo los departamentos de San Felipe y Putaendo del de los Andes, y, después de atravesar gran parte del de Quillota y de separar éste del de Limache, descarga en el Pacífico bajo los 32° 54' Lat. y 71° 34' Lon. junto á la caleta de Concón: forma á su entrada una ría de cerca de dos kilómetros navegable por embarcaciones pequeñas, aunque su boca es estrecha y somera. Su curso no baja de 175 kilómetros llevando una rápida corriente, la que, por término medio, es de 3,7 por 100 entre su cabecera y la ciudad de Santa Rosa; de 1 por 100 entre ésta y la de Quillota, y de aquí hasta su ría de 0,4 por 100. En la primera quinta parte son sus márgenes muy estrechas y fragosas, pero progresivamente se convierten en riberas planas y en un ancho valle muy feraz hasta su desembocadora. Tiene puentes en el punto de las Vizcachas, más arriba de Santa Rosa y frente á San Felipe, y además dos uno opuesto á esta ciudad, donde lo cruza el ferrocarril que viene de Santiago y de Valparaíso, y otro más arriba, donde lo vuelve á cruzar esa vía siguiendo á la dicha de Santa Rosa: también lo atraviesa frente á la estación de la Calera un ancho puente de la línea férrea que sale de ésta en dirección al norte. Sin embargo, ofrece diferentes vados en la parte media é inferior, en que se reparte en brazos su caudal. Es uno de los ríos más importantes del país por la extensión de campos que riegan los canales que lo sangran y por el aumento que toman sus aguas en verano con el derretimiento de las nieves de los Andes. Sus afluentes principales son por la derecha el Río Colorado y el Putaendo, y por la izquierda, el Juncal, Río Blanco, Pocuro y Limache. Háse llamado al Aconcagua río de Chile en su primer tercio superior; río de Quillota por donde se encuentra la ciudad de este nombre, y río de Concón hacia su boca.
Luis Risopatrón lo describe en su Diccionario jeográfico de Chile (1924) sobre el río:: 838 
Aconcagua (Rio). Nace entre montañas que conservan gran cantidad de nieve durante todo el verano, corre hácia el W, entre márjenes mui estrechas i fragosas, llevando una rápida corriente; progresivamente las márjenes se convierten en riberas planas i en un ancho valle, en cuyo riego se emplea el agua, la que permite cultiva toda clase de hortalizas i árboles frutales i aun las plantas de arroz, tabaco, caña dulce, lino i cáñamo. Pasa a corta distancia al W de la ciudad de Quillota i concluye por desembocar en la caleta de Concon, con 7 kilómetros por hora de corriente, que se aminora con el flujo de la marea, la que penetra mas de 1 km en el rio i se une al mar, en medio de terribles reventazones; tiene un largo total de 190 kilómetros, 1,56% de pendiente media, 7 640 km² de hoya hidrográfica i un gasto medio aproximado de 30 m³ por segundo. 1, II, p. 21; 61, XV, p. 55; 65, p. 363; 66, p. 230; 119, p. 57; i 156; de Chile en 21, III, pl, X (Juan i Ullosa, 1744); i 155, p. 230; de Chile o Quillota en 61, 1854, p. 153; du Chilli en 15, II, p. 67; i d’Aroncagua en 15, carte de Guillaume de L’Isle (1716).

## Población, economía  y ecología
El rio Aconcagua tiene una serie de humedales urbanos declarados a lo largo de la cuenca. El humedal de la desembocadura del Rio Aconcagua, se encuentra en Concón y fue declarado humedal urbano por oficio el 3 de marzo del 2022 por el Ministerio del Medio Ambiente, siendo publicado el 16 de marzo del 2022 a través del diario oficial. 